# La Famille matrilinéaire
Pour plus de détails, voir Fiche technique et Distribution.
La Famille matrilinéaire (女系家族, Nyokei kazoku), aussi connu sous le titre Le Troisième mur, est un film japonais réalisé par Kenji Misumi et sorti en 1963.

## Synopsis
À la suite du décès d'un riche grossiste de coton établi de longue date dans le quartier de Senba à Osaka, une intrigue se noue autour de l'immense héritage qu'il laisse derrière lui entre ses trois filles, sa maîtresse dont l'existence est découverte à la lecture du testament ainsi que d'autres protagonistes.

## Fiche technique
- Titre : La Famille matrilinéaire[1]
- Titre français alternatif : Le Troisième mur[2]
- Titre original : 女系家族 (Nyokei kazoku?)
- Réalisation : Kenji Misumi
- Scénario : Yoshikata Yoda, d'après un roman de Toyoko Yamasaki
- Photographie : Kazuo Miyagawa
- Musique : Ichirō Saitō
- Décors : Akira Naitō (ja)
- Montage : Kanji Suganuma (ja)
- Producteur : Masaichi Nagata
- Société de production : Daiei
- Pays de production :  Japon
- Langue originale : japonais
- Format : couleur — 2,35:1 — 35 mm — son mono (Westrex Recording System)
- Genre : drame
- Durée : 111 minutes[3] (métrage : onze bobines - 3 038 m[3])
- Dates de sortie :
  - Japon : 31 mars 1963[3]

## Distribution
- Ayako Wakao : Ayano Hamada
- Miwa Takada : Hinako Yajima
- Yachiyo Ōtori (ja) : Chizu Yajima
- Machiko Kyō : Fujiyo Yajima
- Jirō Tamiya : Yoshizaburo Umemura
- Ganjirō Nakamura : Uichi
- Chieko Naniwa : Yoshiko
- Tanie Kitabayashi : Kimie
- Teruko Ōmi (ja) : Omasa
- Shōzō Nanbu (ja) : le docteur
- Saburō Date (ja) : Kyakko

## Autour du film
Avec La Famille matrilinéaire, Kenji Misumi s'éloigne du cinéma de genre et signe un drame familial bouleversant, suspense patrimonial cruel tiré d'un roman populaire de la romancière Toyoko Yamasaki.